# Otto Stegmann
Otto Hugo Stegmann (* 7. November 1878 in Erfurt; † 20. Juli 1935 ebenda) war ein deutscher Politiker (SPD, USPD). Er war von 1932 bis 1933 Abgeordneter des Thüringer Landtages.

## Leben
Stegmann war der Sohn des Stellmachgehilfen und Buchdruckers Friedrich Stegmann (1841–1912) und der Friederike Stegmann (geborene Edelhof, * 1847). Nach dem Besuch einer Volksschule in Erfurt absolvierte er eine Lehre als Werkzeugdreher, bildete sich privat fort und arbeitete im Anschluss als Dreher. 1900 zog er von Erfurt nach Weißenfels. Er trat in die SPD ein und war ab 1918 Mitglied der USPD, für die er im April 1919 zum 2. Rätekongress nach Berlin entsandt wurde. Als die USPD sich 1920 spaltete, lehnte Stegmann ein Aufgehen seiner Partei in die KPD ab. 1922 schloss er sich wieder den Mehrheitssozialisten an. Von 1920 bis 1933 arbeitete er als Parteisekretär, zunächst für die USPD in Erfurt, dann für die SPD in Sondershausen. Daneben war er als Redakteur für die Tribüne in Erfurt und den Volksboten für Nordthüringen in Sondershausen tätig. Zuletzt war er Leiter der Filiale des Volksboten in Stockhausen.
Stegmann war von 1922 bis 1933 Mitglied im Kreisrat des Kreises Sondershausen und dort zuletzt Spitzenkandidat seiner Partei. Im Juli 1932 wurde er in den Thüringer Landtag gewählt, dem er bis 1933 angehörte.
Otto Stegmann heiratete im April 1921 die verwitwete Sozialfürsorgerin Else Pantet (geborene Sömmering, 1892–1979). Seine Ehefrau betätigte sich ebenfalls politisch und war nach dem Zweiten Weltkrieg für die SED Mitglied des Sondershausener Kreistags.